# Robbins Hill
Der Robbins Hill ist ein 5 km langer und im westlichen Teil bis zu 1140 m hoher Hügel im ostantarktischen Viktorialand. An der Scott-Küste ist er die östlichste Felsformation an der Nordflanke der Mündung des Blue Glacier in den Bowers-Piedmont-Gletscher.
Das Advisory Committee on Antarctic Names benannte ihn 2000 nach Rob Robbins, der bis 1999 bei zwanzig aufeinanderfolgenden Forschungskampagnen des United States Antarctic Program in unterschiedlichen Funktionen auf der McMurdo- und der Palmer-Station tätig war.